# Онондага (окръг, Ню Йорк)
Окръг Онондага (на английски: Onondaga County) е окръг в щата Ню Йорк, Съединени американски щати. Площта му е 2088 km², а населението - 465 398 души (2017). Административен център е град Сиракюз.